# داج (تگزاس)
داج، تگزاس(به انگلیسی: Dodge, Texas) شهری در ایالت تگزاس از ایالات جنوبی ایالات متحده آمریکا است.